# ياسر (طائرة من دون طيار)
طائرة الإستطلاع ياسر هي طائرة آلية خفيفة بدون طيار إيرانية الصنع والتي تُعتبَر أحدث جهاز من هذا الطراز في الجيش الإيراني، لتُضاف إلى ترسانة الطائرات الايرانية بدون طيار، وهذه الطائرة يتم تصنيعها من قبل جمهورية إيران عن طريق الهندسة العكسية اعتماداً على طائرة الإستطلاع الأميركية Scan Eagle التي أعلن الحرس الثوري الإيراني يوم الخامس من كانون الأول عام 2012م أنه غنمها بعد خرقها المجال الجوي الإيراني فوق الخليج العربي حيث أنزلتها جمهورية إيران إلكترونياً بصورة سليمة وبدون أضرار بعد ان شوشت على منظومة الاتصالات الأمريكية. في 17 ديسمبر 2012م أعلنت جمهورية إيران أنها أنهت عمليات الهندسة العكسية وسوف تشرع بفتح خط الإنتاج لهذا النوع من الطائرات المسيرة. حيث يتم إنتاج طائرة ياسر بدون طيار من قبل شركة (IAIO) لصناعة الطيران والفضاء الايرانية. صُمِمَت هذه الطائرة المسيرة اساساً للخدمة في القوات البحرية الأيرانية لتمتعها بعدة مزايا من أهمها تم تزويدها بكاميرات حديثة تستطيع العمل في الأجواء السيئة بجانب أنها مضادة للماء. كما وتستطيع الطيران لمدى يصل إلى 200 كم على ارتفاع يصل إلى 15 ألف قدم ويتم إطلاقها من منصة إطلاق صغيرة جداً ومن ثم عقب الطيران يتم التحكم بها عن طريق غرفة تحكم لا تكون بالضرورة موجودة في موقع الإطلاق وتستطيع التحليق لمدة تصل إلى 8 ساعات متواصلة ولا تحتاج إلى حيز تخزيني كبير حيث أنها تكون مفككة في حقيبتين ويتم تجميعها في موقع الإطلاق.

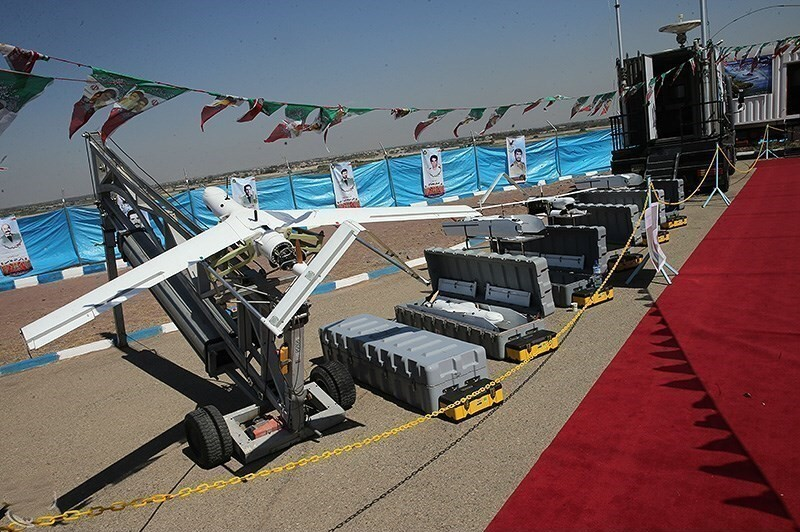
طائرة ياسر المصنعة داخل جمهورية إيران مع قاذفة الإطلاق

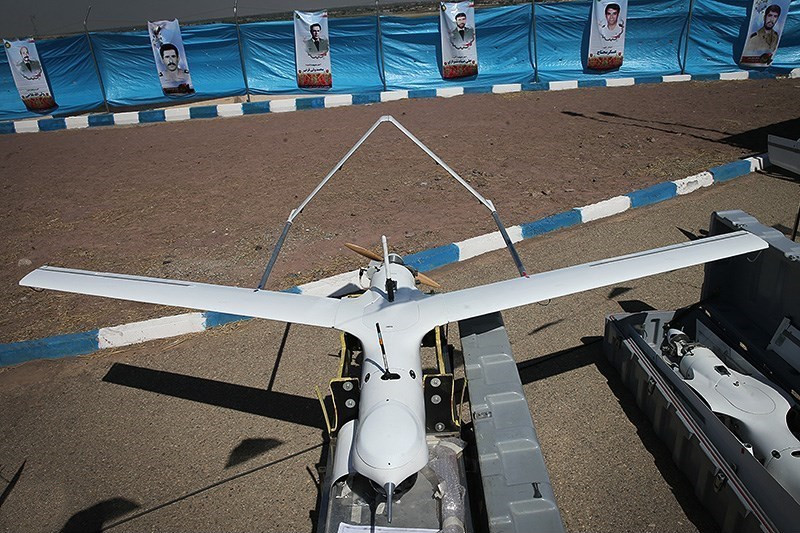
طائرة ياسر بدون طيار إيرانية الصنع

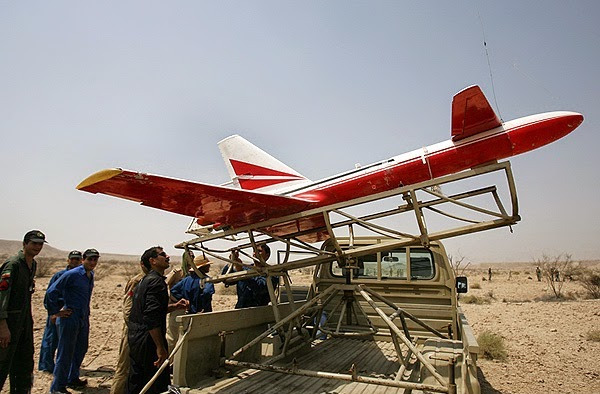
طائرة أبابيل_B المسيرة والتي تنتمي لعائلة طائرات أبابيل سنة 2006م

## خصائص الطائرة
ان طائرة ياسر، تُعبَر طائرة آلية خفيفة توجه عن بعد، يبلغ عرض جناحيها حوالى 3 أمتار، تم تعديلها لتتمكن من التحليق على ارتفاع يصل لغاية 4.5 كيلومتر بسرعة أقصاها 200 كيلومتر في الساعة ولمدة 8 ساعات. ويحمل رأس الطائرة أجهزة الإستشعار التي تبقيها على إتصال بمشغليها على الأرض، وكاميرات تعمل بالأشعة تحت الحمراء للتصوير في الليل، ويتم إطلاقها عبر قاذفات مطاطية من الأرض أو من القطع البحرية.

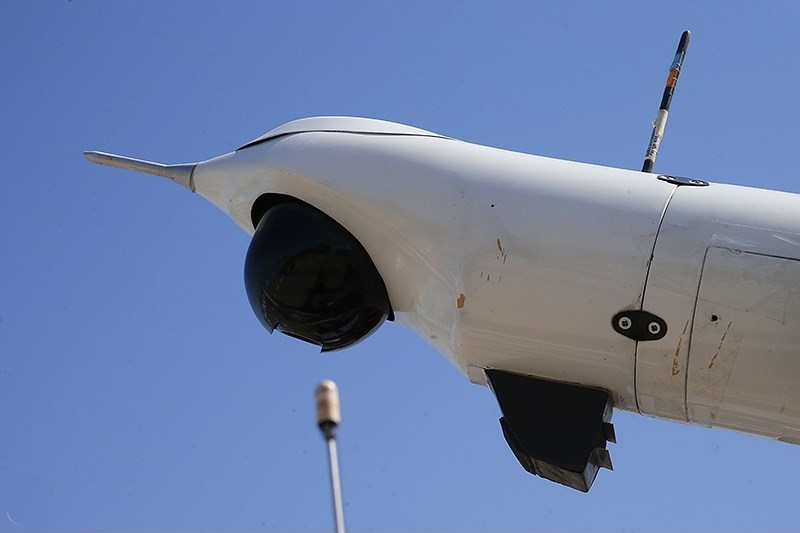
المستشعر الخاص بطائرة ياسر

## مواصفات الطائرة
يبلغ أعلى سقف ارتفاع لها 15000 قدم أي حوالي 5 كيلومتر. فيما بلغ مدى الطيران الأقصى 400 كيلومتر. اما زمن التحليق المستمر فهو 8 ساعات، والسرعة الاقتصادية تبلغ 50 كيلومتر/ساعة.
- الإلكترونات:-

طائرة ياسر مجهزة بكاميرا HD عالية الدقة تنقل صوراً ملونة مباشرة أثناء الطيران وكاميرا رؤيا ليلية ومنظومة اتصالات للتحكم في الطائرة داتا لينك متطورة مزوة بمنظومة حماية من التشويش.
- التصميم:-

أجرت جمهورية إيران تعديلات عليها وذلك بعد ان أنزلتها إلكترونياً بصورة سليمة وبدون أضرار بعد ان شوشت على منظومة الاتصالات الأمريكية أواخر سنة 2012م لتتحكم إيران بالطائرة الأمريكية بعد ان اخترقت المياه الإقليمية لإيران فوق الخليج العربي.
- التغييرات الإيرانية على التصميم:-

ان إيران لم تلتزم بمواصفات النموذج الأصلي فقد أرادت نموذج أكثر اقتصادية وفعالية وسهل الاستخدام من قبل مجموعات عسكرية شبه نظامية. حيث صنعت نموذجاً أخف وزناً، أصغر حجماً، أبسط إستخداماً، وأسهل نقلاً (بحيث صارت يمكن تفكيكها ونقلها بواسطة حقيبتين صغيرتين وتركيبها في موقع الإطلاق) كما قللت المدى والسرعة وحافظت على مستوى الارتفاع. هذه التغييرات جعلتها قادرةً على الإقلاع عمودياً من شوارع وأزقة قصيرة وضيقة وأنسب لحروب المدن. كما جعلتها أسهل نقلاً بحيث تُجزَّأ وتنقل بواسطة حقيبتين صغيرتين تحمل كل حقيبة من قِبَل شخص واحد.

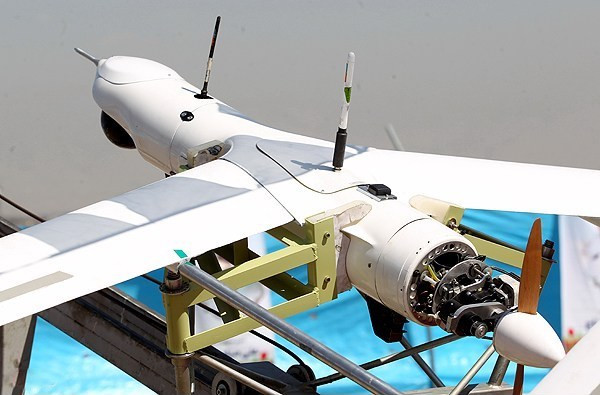
طائرة ياسر الإيرانية على قاذفة الإطلاق

## الإستخدام الخارجي لطائرة ياسر
مما لا يخفى على أحد أهمية الطائرات بدون طيار في الحروب الحديثة وخاصةً في مجال الاستطلاع والمراقبة والتجسس والتصوير والرصد والتتبع الأرضي، ومن بين أكبر منتجي الطائرات بدون طيار على مستوى العالم الصين والولايات المتحدة الأمريكية وإيران والأرجنتين وإسرائيل. لذلك كان من البديهي حصول حلفاء إيران على هكذا نوع من التسليح. ومن بين هؤلاء الحلفاء هم:
- روسيا

في سنة 2013م وفي أثناء زيارة قائد القوات الجوية الروسية إلى العاصمة طهران تلقى هذه الطائرة كهدية من قائد الحرس الثوري الإيراني. الروس صرحوا ان هذه الطائرة الإيرانية سوف تساعدهم على تطوير صناعتهم للطائرات بدون طيار فيما أعتبرها الإيرانيون عربون صداقة بين البلدين، وكما أظهرت الصور فأن وزير الدفاع الروسي يبدو سعيداً باستلام ذروة التكنولوجيا الأمريكية بنسختها الإيرانية.
- سوريا

أثناء فترة الحرب في سوريا، حصلت جمهورية سوريا من إيران على أعداد مجهولة من هذه الطائرات كما حصلت على أنواع أخرى (من بينها شاهد 129 التي تحلق لمدة 20 ساعة لمسافة 1700 كيلومتر). وقد إنظمت هذه الطائرة إلى أنواع أخرى من الطائرات إيرانية الصنع التي تم تسجيل طيرانها في الأجواء السورية وهي مهاجر 4 وابابيل 2 وبهباد ومرصاد 1 والتي تم تسجيل ظهورها جميعاً في أجواء حمص وحلب. كما وتُعتبَر طائرة ياسر ثاني طائرة حديثة بدون طيار يتم إستخدامها من قبل الجيش السوري بعد الطائرة الأيرانية «حماسة - ملحمة» التي تم تسجيل أول تحليق لها في أجواء الغوطة الشرقية والتي تستطيع حمل صاروخي جو - أرض.
- لبنان

قام حزب الله باستخدام هذه الطائرات لمراقبة الجرود الحدودية مع سوريا لمنع تسلل المتمردين. كما ونقل موقع "ديبكا" الإسرائيلي أن الطائرة بدون طيار التي اخترقت المجال الجوي الإسرائيلي لمدة ساعة دون أن تتمكن المضادات الإسرائيلية من إسقاطها هي طائرة من صنع إيران تسمى "ياسر". وانطلقت الطائرة من قاعدة تابعة لحزب الله في جبل القلمون على مسافة 60 كم في خط جوي من وسط هضبة الجولان السورية. وبحسب الموقع، ليست هناك معلومات ما إن كانت الطائرة أطلقت على يد مجموعة إطلاق إيرانية أم أخرى تابعة لحزب الله. المشكلة العملياتية التي يواجهها الجيش وسلاح الطيران الإسرائيليان، وكذلك الجيوش الغربية، وفي مقدمتها الجيش الأمريكي، هو تزويد إيران هذه الطائرة بأنظمة إلكترونية أمريكية متطورة، نقلها الخبراء الإيرانيون من الطائرة الأمريكية الحديثة بدون طيار " ScanEagle” التي أسطقتها إيران في 17 ديسمبر 2012م بينما كانت تحلق في مجالها الجوي.
- العراق

في سنة 2014م نشرت حركة حزب الله النجباء صوراً لهذه الطائرة المسيرة بحوزتها رافعةً فوقها راية الحركة الصفراء الفاقعة وشعارها، وقد استُخدِمَت هذه الطائرة المسيرة في سامراء وبلد وديالى ومناطق أخرى من جمهورية العراق.

## معرض الصور

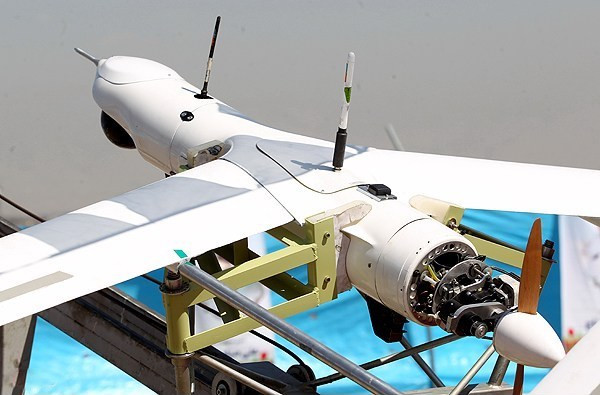
طائرة ياسر الإيرانية على قاذفة الإطلاق

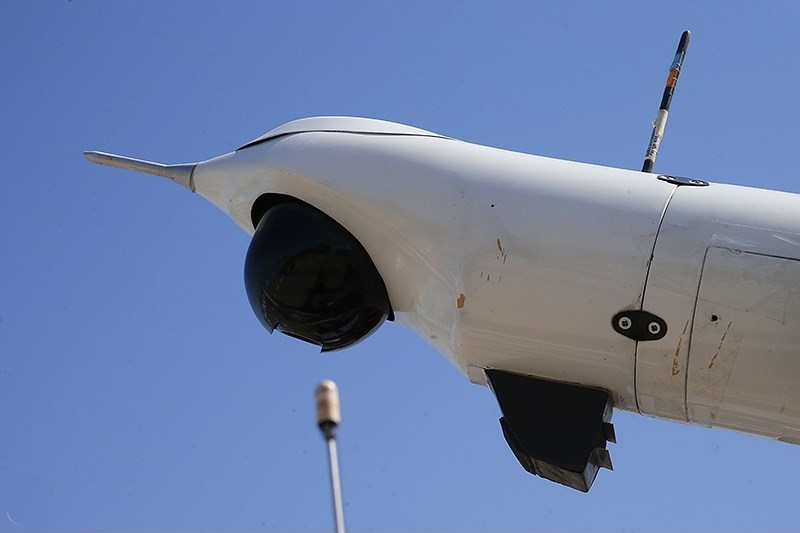
المستشعر الخاص بطائرة ياسر

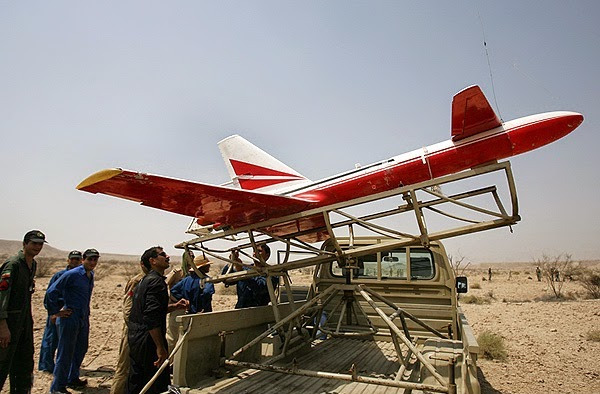
طائرة أبابيل_B المسيرة والتي تنتمي لعائلة طائرات أبابيل سنة 2006م

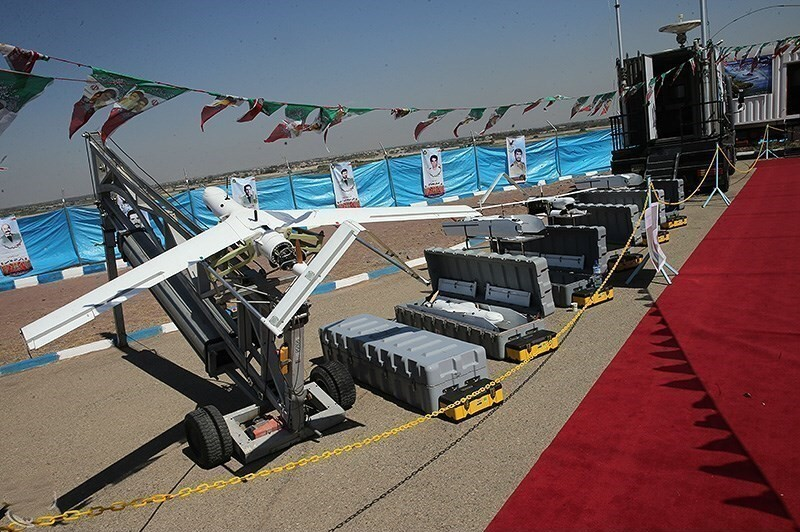
طائرة ياسر المصنعة داخل جمهورية إيران مع قاذفة الإطلاق

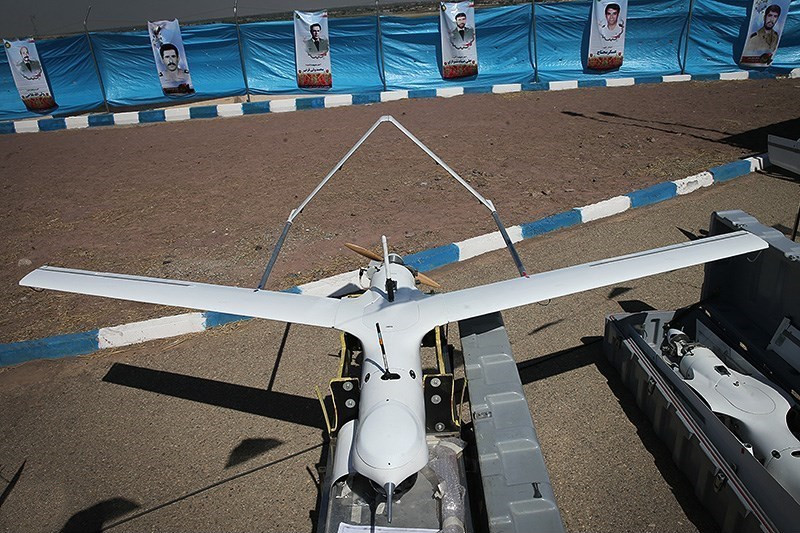
طائرة ياسر بدون طيار إيرانية الصنع

## طالع ايضاً
- الطائرات الايرانية بدون طيار
- مروحية شاهد 278
- مروحية شاهد 216
- مروحية شاهد 285
- سرير 1 (طائرة بدون طيار)
- سرير 1 (طائرة بدون طيار)
- فطرس (طائرة من دون طيار)
- ياسر (طائرة من دون طيار)
- رعد 85 (طائرة بدون طيار)
- مهاجر (طائرة بدون طيار)
- مروحية طوفان 2
- شاهد 129
- بنها (شركة)
- سورنا 3 (روبوت)
- أميد (قمر صناعي)
- ذو الفقار (دبابة)